# Wereldkampioenschappen schermen 1967
De 21ste wereldkampioenschappen schermen werden gehouden in Montreal, Canada van 5 tot 16 juli 1967. De organisatie lag in de handen van de FIE.

## Medailles

### Mannen
| Onderdeel   | Goud                                                                                | Goud        | Zilver                                                                          | Zilver      | Brons                                                                  | Brons      |
| ----------- | ----------------------------------------------------------------------------------- | ----------- | ------------------------------------------------------------------------------- | ----------- | ---------------------------------------------------------------------- | ---------- |
| Degen       |                                                                                     |             |                                                                                 |             |                                                                        |            |
| Individueel | Aleksej Nikantsjikov                                                                | Sovjet-Unie | Grigori Kriss                                                                   | Sovjet-Unie | Rudolf Trost                                                           | Oostenrijk |
| Ploegen     | Aleksej Nikantsjikov Viktor Modsalevski Goeram Kostava Josif Vitebski Grigori Kriss | Sovjet-Unie | Jean-Pierre Allemand Yves Boissier Claude Bourquard Jacques Brodin Yves Dreyfus | Frankrijk   | Csaba Fenyvesi Győző Kulcsár Zoltán Nemere Pál Schmitt Pál Nagy        | Hongarije  |
| Floret      |                                                                                     |             |                                                                                 |             |                                                                        |            |
| Individueel | Viktor Poetjatin                                                                    | Sovjet-Unie | Jenö Kamuti                                                                     | Hongarije   | Bernard Talvard                                                        | Frankrijk  |
| Ploegen     | Ion Drîmbă Mihai Țiu Tănase Mureșanu Iuliu Falb Ștefan Ardeleanu                    | Roemenië    | Mark Midler Leonid Romanov Joeri Sjarov Viktor Poetjatin German Svesjnikov      | Sovjet-Unie | Witold Woyda Egon Franke Adam Lisewski Janusz Różycki Ryszard Parulski | Polen      |
| Sabel       |                                                                                     |             |                                                                                 |             |                                                                        |            |
| Individueel | Mark Rakita                                                                         | Sovjet-Unie | Jerzy Pawłowski                                                                 | Polen       | Tibor Pézsa                                                            | Hongarije  |
| Ploegen     | Mark Rakita Boris Melnikov Edoeard Vinokoerov Vladimir Naslimov Oemjar Mavlichanov  | Sovjet-Unie | Péter Bakonyi Tibor Pézsa Attila Kovács Miklós Meszéna Tamás Kovács             | Hongarije   | Claude Arabo Jean Ramez Serge Panizza Marcel Parent Bernard Vallée     | Frankrijk  |

### Vrouwen
| Onderdeel   | Goud                                                                          | Goud        | Zilver | Zilver      | Brons                                                             | Brons     |
| ----------- | ----------------------------------------------------------------------------- | ----------- | --- | ----------- | ----------------------------------------------------------------- | --------- |
| Floret      |                                                                               |             | |             |                                                                   |           |
| Individueel | Aleksandra Zabelina                                                           | Sovjet-Unie | Antonella Ragno                                                                                           | Italië      | Ildikó Bóbis                                                      | Hongarije |
| Ploegen     | Ildikó Rejtő Ildikó Bóbis Mária Gulácsy Lidia Sákovits-Dömölky Katalin Juhász | Hongarije   | Galina Gorochova Nadezjda Kondratjev Aleksandra Zabelina Valentina Rastvorova Tatjana Petrenko-Samoesenko | Sovjet-Unie | Ileana Gyulai Ana Pascu Ecaterina Iencic Marina Stanca Olga Orbán | Roemenië  |

## Medaillespiegel
| Plaats | Land        | Goud | Zilver | Brons | Totaal |
| 1      | Sovjet-Unie | 6    | 3      | 0     | 9      |
| 2      | Hongarije   | 1    | 2      | 3     | 6      |
| 3      | Roemenië    | 1    | 0      | 1     | 2      |
| 4      | Frankrijk   | 0    | 1      | 2     | 3      |
| 5      | Polen       | 0    | 1      | 1     | 2      |
| 6      | Italië      | 0    | 1      | 0     | 1      |
| 7      | Oostenrijk  | 0    | 0      | 1     | 1      |
| Totaal | Totaal      | 8    | 8      | 8     | 24     |

1937 · 1938 · 1947 · 1948 · 1949 · 1950 · 1951 · 1952 · 1953 · 1954 · 1955 · 1956 · 1957 · 1958 · 1959 · 1961 · 1962 · 1963 · 1965 · 1966 · 1967 · 1969 · 1970 · 1971 · 1973 · 1974 · 1975 · 1977 · 1978 · 1979 · 1981 · 1982 · 1983 · 1985 · 1986 · 1987 · 1988 · 1989 · 1990 · 1991 · 1992 · 1993 · 1994 · 1995 · 1997 · 1998 · 1999 · 2000 · 2001 · 2002 · 2003 · 2004 · 2005 · 2006 · 2007 · 2008 · 2009 · 2010 · 2011 · 2012 · 2013 · 2014 · 2015 · 2016 · 2017 · 2018 · 2019 · 2022 · 2023